# قائمة سفراء روسيا لدى البحرين
هذه هي قائمة من سفراء الاتحاد الروسي إلى البحرين.

## روسيا الاتحادية
- 15 أكتوبر 1993 - 2 يوليو 1998 - ألكسندر نوفوزيلوف.
- 2 يوليو 1998 - 13 مايو 2003 - فاليري فلاسوف.[1]
- 13 مايو 2003 - 28 يناير 2008 - يوري أنتونوف.[2]
- 28 يناير 2008 - حتى الوقت الحاضر - فيكتور سميرنوف.[3]